# Podkomorzy
Podkomorzy (łac. subcamerarius, lit. Pakamaris) – urząd w przedrozbiorowej Polsce. Jego zachodnimi odpowiednikami są: szambelan, kamerling itp.
Komorą nazywano w dawnej polszczyźnie dwór książęcy, mieszkanie panującego z jego skarbcem, wreszcie komnatę sypialną. Komorzym zwano zarządzającego tą komorą urzędnika dworskiego. Zastępca i pomocnik komorzego zwał się podkomorzym – subcamerarius. Gdy z czasem podkomorzy stał się wyższym urzędem niż komorzy, zwano go archicamerarius, podkomorzym wielkim lub koronnym. Przywilej Bolesława Wstydliwego wspomina o podkomorzym krakowskim. Od 1203 napotykają się już dość często wzmianki o podkomorzych.

## Urząd ziemski
Podkomorzy jako urzędnik ziemski pojawił się w XIV w. Przewodził sądowi podkomorskiemu, był zastępcą procesowym ubogich wdów i sierot ze stanu szlacheckiego oraz (tylko w Wielkopolsce i tylko do przełomu XV/XVI w.) uczestniczył w sądzie ziemskim.

## Urząd dworski
Podkomorzy nadworny był urzędnikiem dworskim odpowiedzialnym za siedzibę monarchy. Posiadał zwierzchnictwo nad służbą pokojową i dworzanami przydzielonymi do obsługi króla. W hierarchii dworskiej był lokowany zaraz za marszałkiem dworu. Obowiązkiem osoby piastującej to stanowisko było stale przebywanie przy władcy. Asystował królowi podczas obrad sejmu, sądu w podróżach i podczas wypraw wojennych.

## Austro-Węgry
Tytuł c. k. podkomorzego (szambelana) był także nadawany w państwie Austro-Węgier Polakom w zaborze austriackim.